# 阿拉戈阿
阿拉戈阿是巴西米纳斯吉拉斯州的一个市镇。总面积161.555平方公里，总人口2825人，人口密度17.5人/平方公里。